# Bromelia serra
Bromelia serra är en gräsväxtart som beskrevs av August Heinrich Rudolf Grisebach. Bromelia serra ingår i släktet Bromelia och familjen Bromeliaceae. Inga underarter finns listade i Catalogue of Life.

## Bildgalleri

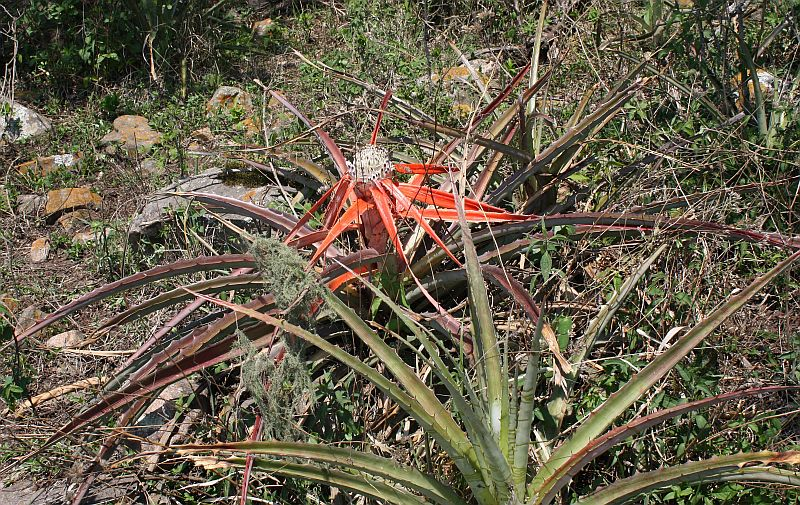
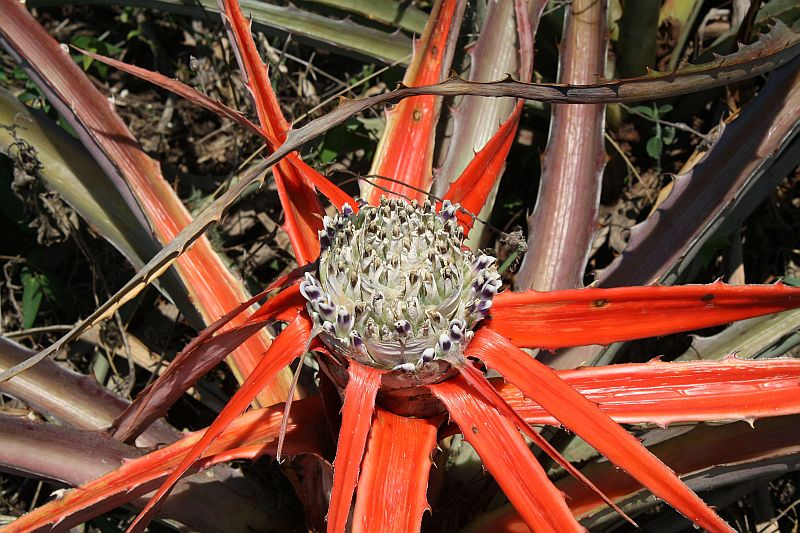